# NGC 1383
NGC 1383 је спирална галаксија у сазвежђу Еридан која се налази на NGC листи објеката дубоког неба.
Деклинација објекта је - 18° 20' 22" а ректасцензија 3h 37m 39,2s. Привидна величина (магнитуда) објекта NGC 1383 износи 12,5 а фотографска магнитуда 13,5. NGC 1383 је још познат и под ознакама ESO 548-53, MCG -3-10-15, PGC 13377.